# Чердак
Чердак — это слабо теплоизолированная и обычно необорудованная комната под крышей дома.
Пространство под крышей, отапливаемое и используемое в качестве жилого или рабочего пространства, называется мансардой. На чердаке сарая, в соответствии с его использованием, в качестве пола могут служить солома, сено или пожнивные злаки.

## Особенности
На чердак здания можно попасть с помощью лестницы или стремянки. В многоквартирных домах он, в основном, доступен с верхней площадки лестницы, не отапливается и часто освещается через люки в крыше или щели. Во внутригородских доходных домах времён грюндерства чердак был часто предназначен для арендаторов. У других зданий чердак часто служит как склад или архив; в сельской же местности, в типичных крестьянских домах на чердаке обычно хранили запасы семян. В прошлом, на чердаках неоднократно находили оставленные в наследство вещи или произведения искусства.

## Биотоп
Чердак часто является средой обитания птиц, иногда даже летучих мышей. Мыши, крысы, куницы и еноты охотно живут на чердаках; последние могут повредить теплоизоляцию. На многих старых чердаках и амбарах существовало т. н. «совиное» отверстие во фронтоне, через которое птицы могли вылететь.

## Использование
На чердаке зачастую принято хранить вещи, которые редко нужны или предназначены для длительного хранения. В многоквартирных домах чердаки были построены в виде антресолей. Решётки этих антресолей были в основном сделаны из деревянных реек, иногда применяли ячеистую сеть. Такие ажурные стены обеспечивают хорошую вентиляцию кровельного пространства. Подобные сооружения часто использовались также для размещения разведчиков или беженцев в периоды после мировых войн.
Во многих одно- и многоквартирных домах оставляют чердак неиспользованным. Этот неиспользованный резерв пространства — возможность создать новое жильё, особенно если не требуются крупные ремонтные работы на крыше. Наиболее важным фактором обитания на крыше является достаточный слой утеплителя, для защиты зимой от холода и летом от жары. Кроме того, это улучшает энергоэффективность дома. Комната или квартира на чердаке называется «мансардой».